# Nemeritis admirabilis
Nemeritis admirabilis là một loài tò vò trong họ Ichneumonidae.